# Wybrzeże Englisha

Wybrzeże na mapie Półwyspu Antarktycznego

Wybrzeże Englisha (ang. English Coast) – część zachodniego wybrzeża Ziemi Palmera u nasady Półwyspu Antarktycznego, pomiędzy Rymill Coast a Wybrzeżem Bryana na Ziemi Ellswortha. Cieśnina Jerzego VI oddziela je od Wyspy Aleksandra, u tego wybrzeża leży także inna duża, zlodowacona wyspa, Spaatz Island.
Granice tego wybrzeża wyznaczają północny koniec półwyspu Rydberga i nunataki Buttress. Wybrzeże zostało odkryte w 1940 roku podczas rekonesansu prowadzonego przez Amerykanów na lądzie i z powietrza. Nazwa pierwotnie brzmiała „Wybrzeże Roberta Englisha”, obecnie jest skracana; upamiętnia ona sekretarza amerykańskiej służby antarktycznej i polarnika Roberta A.J. Englisha.